# Nho khô

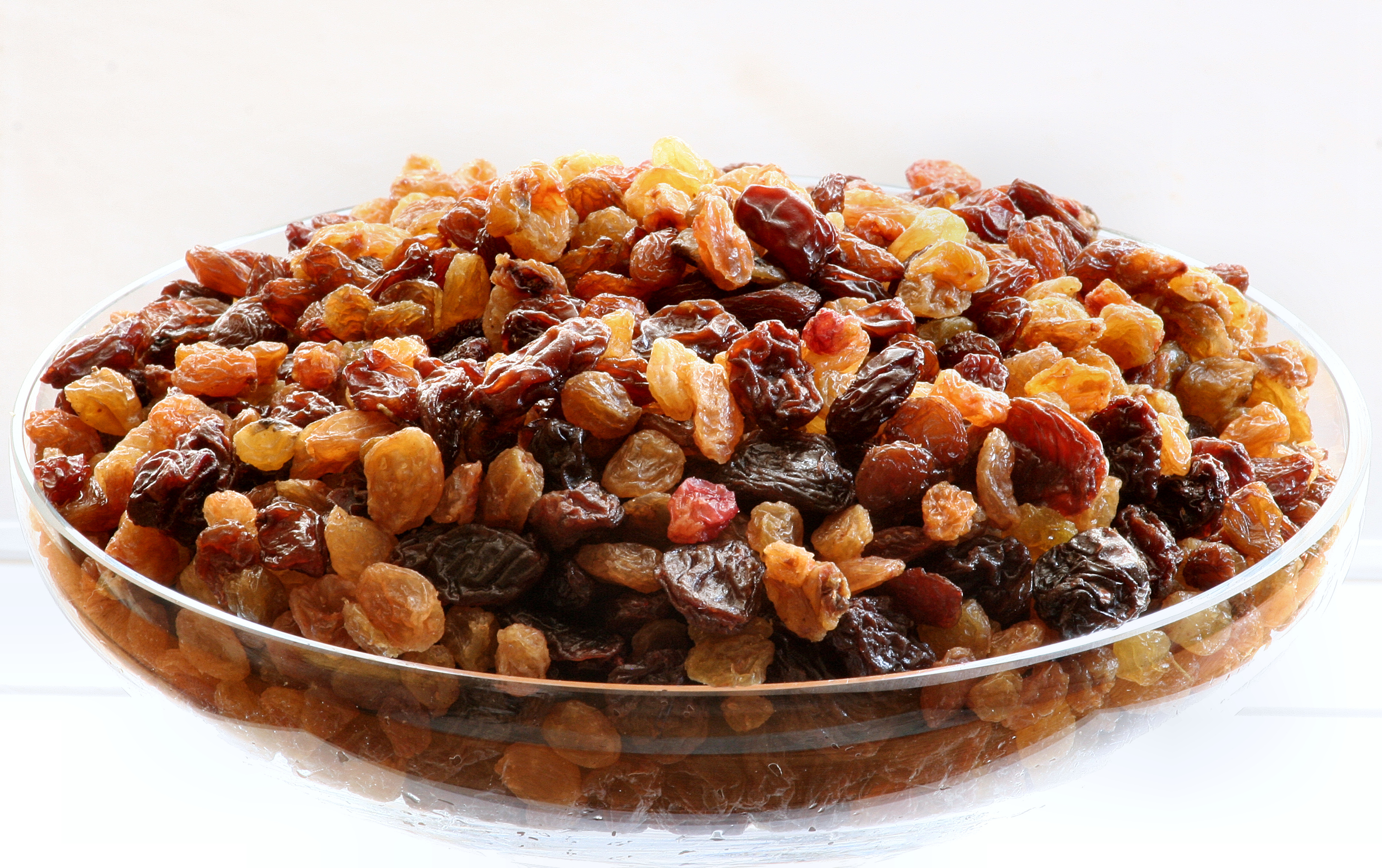
Một khay mứt nho

Nho khô hay mứt nho, mứt nho khô là những quả nho được sấy khô để làm mứt ăn vặt thường ngày hoặc trong ngày Tết, nho khô cũng có thể cất trữ lâu dài. Mứt nho rất hấp dẫn trẻ con vì ngon và ngọt. Đây là một loại thực phẩm khá thông dụng ở các nước Anh, Cộng hòa Ireland, New Zealand, Úc, Canada và Việt Nam. Ở Việt Nam, vùng sản xuất nho khô nổi tiếng nhất với nhiều sản lượng là vùng Ninh Thuận với những vườn nho và sản lượng nho lớn và là thương hiệu đặc sản.
Nho khô là món ăn có giá trị từ lâu và được ghi nhận trong lịch sử. Người thời cổ xem nho khô như quà tặng của thượng đế nên dùng món này làm vật trang sức, thậm chí khắc hình nho khô trên vách đá hang động. Theo truyền thuyết ở Trung Đông, từ hàng ngàn năm trước công nguyên, người Do Thái đã dùng nho khô để nộp thuế.

## Công dụng
Nho khô là thực phẩm rất có giá trị về nhiều mặt và có nhiều công dụng tốt, cụ thể là:

### Giá trị dinh dưỡng
Về giá trị dinh dưỡng thì nho khô là món ăn hữu ích cho sức khỏe vì rất ít chất béo nhưng lại sinh nhiều năng lượng, dễ bảo quản, nhờ đó là món ăn bỏ túi cho người lao động nặng nhọc. Nho khô rất hấp dẫn trẻ con vì ngon vì ngọt Nho khô còn là nguồn giàu chất sắt. Người thiếu máu, đối tượng vừa qua cơn chấn thương xuất huyết, phụ nữ mang thai, thiếu nữ hay bị rong kinh được khuyến cáo chọn nho khô để bổ sung chất sắt cần thiết cho cấu trúc lành mạnh của huyết cầu thay vì phụ thuộc vào thịt, gan để dẫn đến trục trặc với mỡ máu
Việc tiêu thụ các sản phẩm từ nho cũng giúp có được thói quen ăn uống tốt hơn, một kết quả phân tích cho thấy, những người tiêu thụ nho tươi, nho khô hay nước ép nho nguyên chất có những dưỡng chất quan trọng như chất xơ, vitamin A, C, calci, magnesi và kali nhiều hơn những người không tiêu thụ các sản phẩm từ nho. Mặt khác, những người dùng nho cũng tiêu thụ ít calorie, ăn ít chất béo, ngọt và dùng ít thức uống có cồn hơn nhóm đối chứng.

### Tim mạch, huyết áp
Nho khô thuộc nhóm thực phẩm thích hợp cho người bị bệnh mạch vành. Nho là món ăn vặt như thuốc cho người bị cao huyết áp, nhờ tác dụng vừa lợi tiểu vừa bổ sung khoáng tố kalium, huyết áp của người hay dùng nho khô ổn định hơn nhóm không dùng nho. Những người từ độ tuổi 40 trở lên nên thường ăn nho khô để ổn định huyết áp. Đặc biệt, nho khô được phát hiện có khả năng làm giảm nguy cơ mắc bệnh tiểu đường và bệnh tim, nho khô có thể làm giảm nguy cơ phát triển bệnh tiểu đường và bệnh tim, góp phần cải thiện khả năng kiểm soát đường huyết ở bệnh nhân tiểu đường và hữu ích trong nỗ lực giảm cân hoặc kiểm soát cân nặng.

### Chống sâu răng
Nho khô có thể giúp loại bỏ các mẩu thực phẩm kẹt trong răng vì trong nó có 5 chất có trong nho khô có khả năng kháng vi khuẩn gây sâu răng, nhiệt miệng và bệnh nướu là oleanolic acid, oleanolic aldehyde, betulin, betulinic acid và 5-(hydroxy methyl)-2-furfural. Đáng kể nhất là chất oleanolic acid, với khả năng hãm đà tăng trưởng của một loại vi khuẩn có thể gây sâu răng và một loại vi khuẩn khác gây bệnh nướu. Đồng thời có thể ngăn chặn các vi khuẩn bám trên bề mặt, vì thế hạn chế sự hình thành bựa răng.

### Trịtáo bón

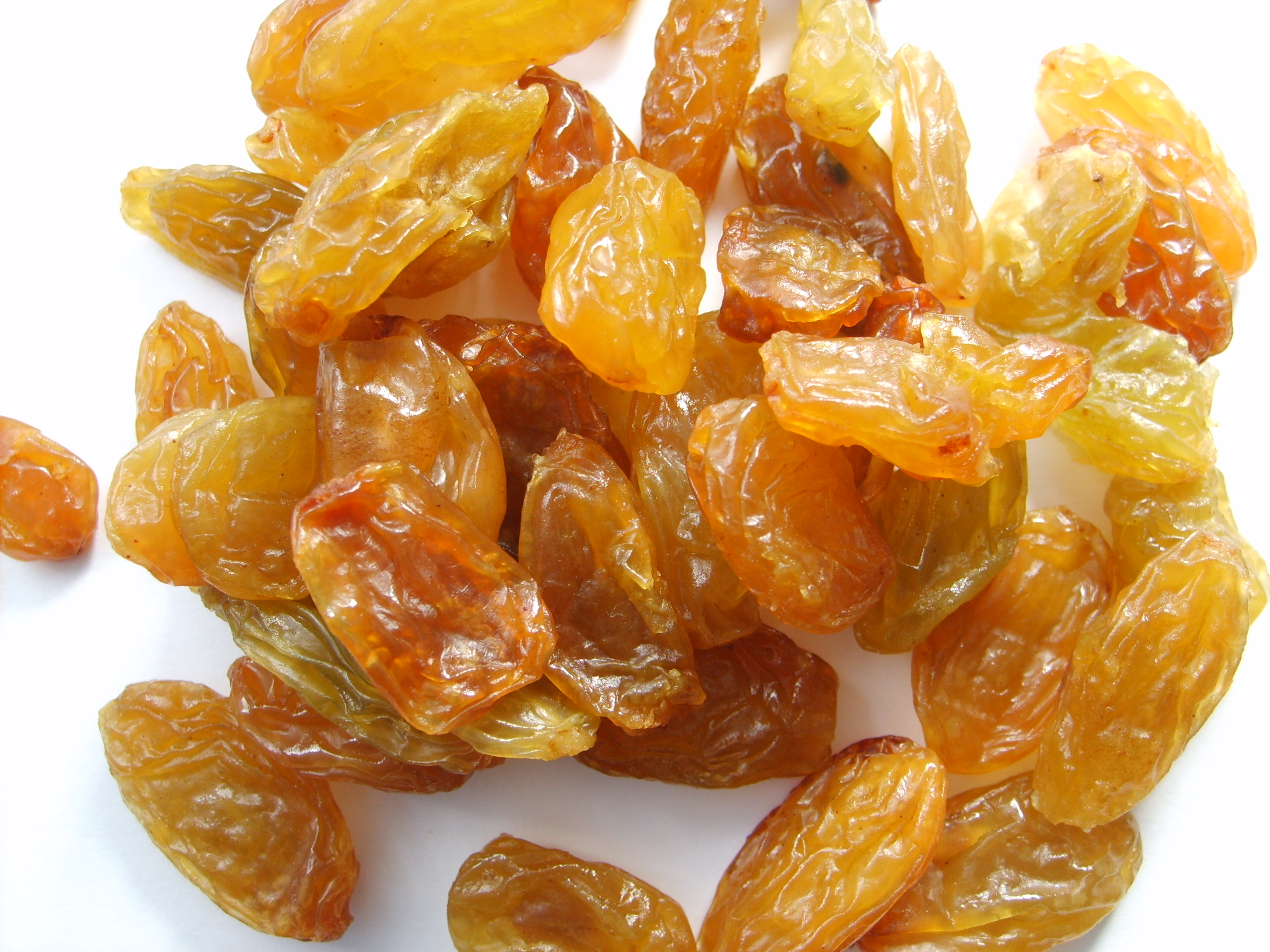
Mứt nho giúp trị táo bón

Nho khô chứa nhiều chất xơ nên là món ăn công hiệu cho người bị táo bón và bệnh trĩ. Cũng nhờ tác dụng kéo chất béo qua đường ruột nên nho khô gián tiếp hạ cholesterol. Nho khô có thể chữa táo bón cho trẻ em bằng phương pháp bỏ một vài quả nho khô vào một cốc nước lọc và để qua đêm chờ nho nở ra thì lấy nho, ép lấy nước cốt khoảng vai ba muỗng cà phê nước cốt. Cho trẻ uống tốt nhất vào buổi sáng để đi tiêu dễ dàng. Đây là biện pháp khắc phục hiệu quả nhất cho bé táo bón kể cả những trường hợp bị táo bón mãn tính.

## Khuyến cáo
Có quan niệm của nhiều người cho rằng, nho khô có thể gây sâu răng do nó chứa nhiều đường và hay dính chặt vào răng. Ngoài ra, người tiêu dùng cũng cần cẩn trọng khi sử dụng các loại mứt nho không nguồn gốc, đặc biệt là xuất xứ từ Trung Quốc.